# دیه‌گو بیسسوار
دیه‌گو بیسسوار (انگلیسی: Diego Biseswar؛ زادهٔ ۸ مارس ۱۹۸۸) بازیکن فوتبال اهل پادشاهی هلند است.
از باشگاه‌هایی که در آن بازی کرده‌است می‌توان به باشگاه فوتبال دی گرافشاپ، باشگاه فوتبال هراکس آلملو، باشگاه فوتبال آژاکس آمستردام، باشگاه فوتبال قیصریه‌اسپور، و باشگاه فوتبال فاینورد اشاره کرد.
وی همچنین در تیم‌های ملی فوتبال زیر ۱۹ سال هلند، زیر ۲۱ سال هلند، و سورینام بازی کرده‌است.